# Mei Lanfang

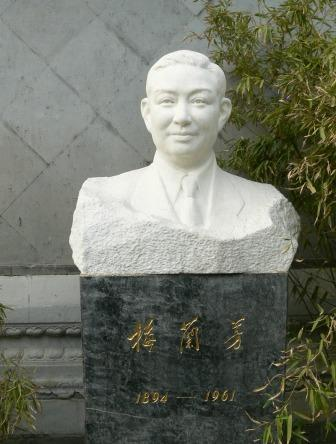
Büste von Mei Lanfang in Peking

Mei Lanfang (chinesisch 梅蘭芳 / 梅兰芳, Pinyin Méi Lánfāng; * 22. Oktober 1894 in Peking, China; † 8. August 1961 ebenda) war einer der berühmtesten Peking-Oper-Darsteller.

## Leben
Mei Lanfang stellte auf der Bühne nur weibliche Rollen (Dàn, 旦) dar. Berühmt wurde er wegen seiner Gesangs- und Darstellungstechnik. Seine Bemühungen zur Anerkennung der Peking-Oper machten ihn weltweit bekannt. Durch Mei Lanfang wurde die Peking-Oper wieder populär, ein Trend der bis heute anhält- auch wenn die Frauenrollen inzwischen fast ausschließlich von Frauen gespielt werden.
In den 1930er-Jahren reiste Mei Lanfang nach Europa, um insbesondere in der Sowjetunion Theater zu studieren. Im Rahmen dieser Reise besuchte er 1935 auch Berlin, inklusive der Maifeierlichkeiten auf dem Tempelhofer Feld. Neben Charlie Chaplin war auch Bertolt Brecht von seiner Kunst fasziniert, welcher mehrere Essays über das chinesische Theater im Allgemeinen und das Thema Verfremdung oder "disillusion" im Speziellen verfasste. Weitere Bewunderer Mei Lanfangs waren Douglas Fairbanks, Sergei Eisenstein und Wsewolod Meyerhold.
Mei Lanfangs Lebensgeschichte wurde 2008 von dem bekannten Regisseur Chen Kaige verfilmt, mit dem Hongkonger Schauspieler Leon Lai in der Hauptrolle, Chen Hong in der Rolle seiner ersten Ehefrau und Zhang Ziyi als seine Liebhaberin. Kritische Stimmen behaupten allerdings, der Film werde der Person Mei Lanfang weder als Mensch noch als Künstler gerecht.